# Komisja Polityki Senioralnej

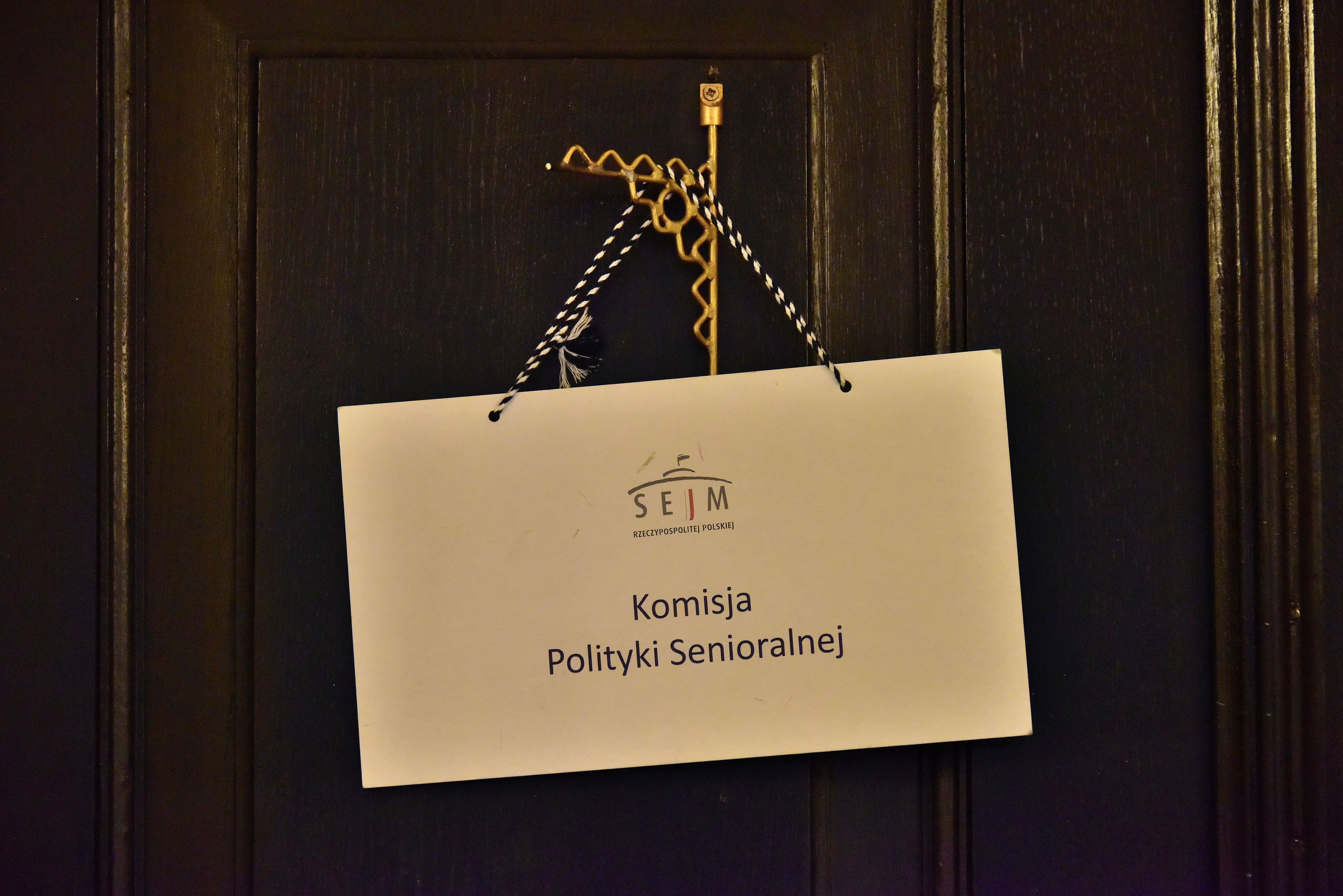
Informacja o trwającym posiedzeniu Komisji Polityki Senioralnej

Komisja Polityki Senioralnej (skrót PSN) – stała komisja sejmowa zajmująca się sprawami kształtowania polityki państwa dotyczącej osób starszych.

## Skład
Sejmową Komisję Polityki Senioralnej Sejmu X kadencji powołano 21 listopada 2023. Aktualnie w jej składzie znajduje się 16 posłów.

## Prezydium Komisji wSejmie X kadencji[4]
- Joanna Borowiak (PiS) – przewodnicząca
- Konrad Berkowicz (Konfederacja) – zastępca przewodniczącej
- Alicja Chybicka (KO) – zastępca przewodniczącej
- Iwona Kozłowska (KO) – zastępca przewodniczącej
- Krzysztof Piątkowski (KO) – zastępca przewodniczącej

### Podkomisje
- Podkomisja stała do spraw zdrowia osób starszych (PSN01S)[5]
  - przewodniczący – Alicja Chybicka (KO)
- Podkomisja stała do spraw bezpieczeństwa osób starszych (PSN02S)[6]
  - przewodnicząca – Ewa Kołodziej (KO)
- Podkomisja stała do spraw problemów osób starszych z obszarów wiejskich (PSN03S)[7]
  - przewodnicząca – Lidia Burzyńska (PiS)

## Prezydium Komisji wSejmie IX kadencji
- Joanna Borowiak (PiS) – przewodnicząca
- Lidia Burzyńska (PiS) – zastępca przewodniczącego
- Filip Kaczyński (PiS) – zastępca przewodniczącego
- Paulina Matysiak (Lewica Razem) – zastępca przewodniczącego
- Michał Szczerba (PO) – zastępca przewodniczącego
- Sławomir Zawiślak (PiS) – zastępca przewodniczącego[8]